# Crateri di Deimos
Segue una lista dei crateri d'impatto presenti sulla superficie di Deimos. La nomenclatura di Deimos è regolata dall'Unione Astronomica Internazionale; la lista contiene solo formazioni esogeologiche ufficialmente riconosciute da tale istituzione.
I crateri di Deimos portano i nomi di scrittori che abbiano citato nelle loro opere riferimenti alle lune marziane.

## Prospetto
| Cratere  | Eponimo                                                                    | Latitudine | Longitudine | Diametro |
| -------- | -------------------------------------------------------------------------- | ---------- | ----------- | -------- |
| Swift    | Jonathan Swift, scrittore inglese (1667-1745).                             | 12,5° N    | 358,2° W    | 1 km     |
| Voltaire | Voltaire, al secolo François-Marie Arouet, scrittore francese (1694-1778). | 22° N      | 3,5° W      | 1,9 km   |